# Alexandru Barnea
Alexandru Barnea (n. 17 februarie 1944, București, România – d. 8 mai 2020, București, România) a fost un istoric, arheolog și profesor universitar, fost decan al Facultății de Istorie a Universității București între 1996-2004. A condus o bună perioadă de timp cercetările arheologice de la Adamclisi – Tropaeum Traiani și Garvăn - Dinogetia. Interesele sale principale erau legate de istoria romană târzie, bizantinologie și istoria creștinismului timpuriu. De asemenea, a fost membru fondator al Centrului de Editare a Izvoarelor Istorice „Arhiva istorică a României” și al Institutului Român de Istorie Recentă.

## Biografie
Tatăl său a fost arheologul Ion Barnea, cunoscut pentru cercetările din Dobrogea. Acest lucru l-a avantajat în cariera sa, având posibilitatea să vadă de timpuriu marile șantiere arheologice. La început, Al. Barnea a activat pe șantierele de la  Noviodunum, Callatis, Dinogetia, Histria, Beroe, iar în 2003, Hatzor (Israel).
În perioada 1963-1967, Alexandru Barnea a urmat cursurile Facultății de Limbi și Literaturi Romanice, Clasice și Orientale din cadrul Universității din București, studiind în mod special greaca și latina. Lucrarea de licență a tratat ca subiect raporturile a două romane ale lui Petroniu, inclusiv Satyricon. Inspirat de tatăl său, hotărăște să se specializeze în arheologie clasică. În 1968, devine cercetător științific la Institutului de Arheologie „Vasile Pârvan” (sectorul de arheologie greco-romană și epigrafie).
În 1979 contribuie la primul volum din seria Tropaeum Traiani, Cetatea, ce va primi premiul „Vasile Pârvan” al Academiei Române. Obține titlul de doctor în istorie în 1983 cu lucrarea „Viața economică în Scythia Minor”. Aceasta va constitui, conform cronologiei, capitolele III și IV din „La Dobroudja romaine”, carte publicată împreună cu Alexandru Suceveanu în 1991, după ce fusese cenzurată în 1987. În 2011 apare al treilea volum din seria Tropaeum Traiani, dedicat tezaurului de 1548 de denari romani imperiali, descoperit de Al. Barnea în 1969. Dovada că orașul Noviodunum purta rangul de municipium în epoca romană, se datorează unei inscripții descoperite de Al. Barnea la Dinogetia, în 1985. 
Din anul 1992 devine profesor în cadrul Facultății de Istorie a Universității din București. Cursurile sale se refereau la: Arheologie romană, Epigrafie greacă și romană, Imperiul Roman târziu, surse și instituții, Surse păgâne și creștine privind istoria Imperiului Roman, Evoluția orașului antic, monument și spirit, Instituții romane, Arta romană etc. A condus doctorate din 1999, fiind unul dintre membrii fondatori ai Școlii Doctorale de Istorie, înființată în anul 2005. 
În anul 2000 a fost decorat cu Ordinul național „Pentru Merit” în grad de ofițer acordat de Președinția României. În 2002, a devenit membru fondator și director al Centrului  de Editare a Izvoarelor Istorice „Arhiva istorică a României”. 
Se stinge în timpul pandemiei covid, la data de 8 mai 2020, din cauza unei infecții nozocomiale. 

## Opere publicate
-Toate studiile sale științifice sunt cuprinse în primul volum al cărții OMNIA MEA VOBIS (TOATE ALE MELE LE LAS VOUĂ), Editura Universității din București, 2023. 
-Al doilea volum al cărții reliefează o parte din preocupările colaterale: publicații în presă legate de studiul limbii latine, demersuri legate de patrimoniu, evocări de evenimente din istoria modernă etc., precum și o listă amănunțită de lucrări și participări la diferite întruniri științifice în țară și în străinătate.
-Cărți: 
- Tropaeum Traiani I. Cetatea, Ed. Academiei,1979 (colaborare);
- La Dobroudja romaine, Editura Enciclopedică, 1991 (colaborare)
- Primul secol de arheologie în România, Ed. Academiei, 2010 (coordonator și coautor).
- Tropaeum Taiani III. Tezaurul de denari romani imperiali, Editura Academiei Române, 2011.

- coordonator de manuale școlare

- Un monument la marginea Imperiului, Univ. Heidelberg, Propylaeum, 2021 (colaborare)

- Dinogetia II. Amforele romane, Ed. Mega Publ. House, 2022 (colaborare)